# ヨックタイ・シスオー
ヨックタイ・シスオー（Yokthai Sithoar、1974年12月25日 - ）は、タイの男子ムエタイ選手、元プロボクサー。チョンブリー県出身。日本在住、自身創立のヨックタイジム所属。元ルンピニー・スタジアム認定フライ級王者。元WBA世界スーパーフライ級王者。

## 来歴
ムエタイでルンピニー・スタジアムフライ級王座を獲得後、1994年にボクシング転向。10月9日にデビュー戦を行い、3回KO勝ち。
1995年8月5日、5戦目でPABAスーパーフライ級王座決定戦出場。イルチャット・トゥクバトゥリン（ロシア）と対戦し、10回TKO勝ちで王座を獲得した。同王座は3度防衛後に返上した。
1996年8月24日、無敗のまま11戦目で世界初挑戦。母国でWBA世界ジュニアバンタム級王者アリミ・ゴイチア（ベネズエラ）に8回TKO勝ちを収め、世界王座を獲得した。
1997年3月1日、元WBAフライ級王者アキレス・グスマンと対戦し、12R判定勝ち（3-0）で2度目の王座防衛に成功した。
1997年4月29日、3度目の防衛戦で初来日。愛知県体育館で飯田覚士と対戦し、12回判定引き分け（0-1）で3度目の王座防衛に成功した。
1997年8月8日、ヘスス・ロハスと対戦し、12R判定勝ち（3-0）で4度目の王座防衛に成功した。
1997年12月23日、5度目の防衛戦で飯田覚士と再戦。前回同様、フルラウンドの死闘を展開したものの、12回判定（0-3）で敗れ王座から陥落した。
2000年4月23日、飯田戦以来2年4か月ぶりの世界挑戦。飯田のジムの後輩でもあるWBA世界スーパーフライ級王者戸高秀樹に挑むが、11回TKO負けで王座返り咲きならず。
2001年8月27日、日本ランカー川嶋勝重と対戦し、10回判定負け（0-3）を喫し、世界ランクから外れる。
2003年4月25日、後楽園ホールで元日本スーパーフライ級王者名護明彦と対戦し、10回判定勝ち（3-0）。
2004年6月24日、タイでの試合を最後にボクシングを離れる。
2008年9月20日、DEEP GLOVE 3でコウジ有沢と3分3ラウンドのボクシングスペシャルエキシビションマッチを行った。その際にK-1参戦を希望した。
2008年11月24日、マーシャルアーツ日本キックボクシング連盟「鉄拳 〜菅原道場6周年記念〜」で"狂拳"竹内裕二とキックボクシングルールで対戦し、判定負け（0-3）を喫した。
2009年6月11日、DEEPの記者会見で女子総合格闘家の篠原光と同年2月に結婚していたことを明らかにした。
2009年7月5日、DEEP興行「長島☆自演乙☆雄一郎プロデュース DEEP KICK」のセミファイナルに出場。NJKFフェザー級2位の中嶋平八にKO負けを喫した。
2009年9月、妻とともに宮城県柴田郡大河原町にヨックタイジムをオープンさせた。
2010年3月7日のプロ修斗公式戦において総合格闘技デビューが予定されていたが、膝の負傷により欠場となった。
2010年10月24日、改めて総合格闘技デビューとなったDEEP 50 IMPACTで青木真也と対戦。パンチを出す前にグラウンドに持ち込まれ、開始1分アームロックによる一本負けを喫した。
2012年6月3日、妻に暴力を振るったとして、宮城県警察大河原警察署によって傷害容疑で現行犯逮捕された。

## 人物
実弟はタッパヤー・クロスポイントジム（タッパヤー・シスオー）。従兄弟はランバー・ソムデートM16。
2009年2月、日本人プロ格闘家篠原光と国際結婚した。婚姻後すぐに妊娠が判明し、同年11月に長男が生まれた。

## 戦績

### 総合格闘技
| 総合格闘技 戦績 | 総合格闘技 戦績 | 総合格闘技 戦績 | 総合格闘技 戦績 | 総合格闘技 戦績 | 総合格闘技 戦績 | 総合格闘技 戦績 |
| --------------- | --------------- | --------------- | --------------- | --------------- | --------------- | --------------- |
| 1 試合          | (T)KO           | 一本            | 判定            | その他          | 引き分け        | 無効試合        |
| 0 勝            | 0               | 0               | 0               | 0               | 0               | 0               |
| 1 敗            | 0               | 1               | 0               | 0               | 0               | 0               |

| 勝敗 | 対戦相手 | 試合結果               | 大会名                          | 開催年月日     |
| ×    | 青木真也 | 1R 1:00 V1アームロック | DEEP 50 IMPACT 〜10年目の奇跡〜 | 2010年10月24日 |

## 獲得タイトル
- ルンピニー・スタジアム認定フライ級王座
- WBA世界スーパーフライ級王座（防衛4度）
- PABAスーパーフライ級王座（防衛3度）